# 久留米信爱短期大学
久留米信爱短期大学（日语：／ Kurume Shin-ai Tanki Daigaku *）是過去一所位于日本福冈县久留米市的私立短期大学。

## 概要

### 简介
- 学校最早可以追溯到1903年即圣心幼儿园的创立。短期大学为于1968年开办[1]、由学校法人久留米信爱女学院经营、来教育的基础是天主教。

### 历史
- 1968年 久留米信爱女学院短期大学成立并同时设置食物营养科。
- 1969年 食物营养科分离为两个专攻、以下列举。
  - 食物专攻
  - 食物营养专攻
- 1981年 幼儿教育学科成立。
- 1988年 食物营养科改编为生活学科、食物专攻改编为生活文化专攻。
- 1994年 生活学科各自专攻改编为、以下列举。
  - 生活文化专攻⇒生活文化学科
  - 食物营养专攻⇒食物营养科
- 2002年 社会信息学科成立。
- 2003年 食物荣养科改名为健康营养学科。
- 2007年 社会信息学科改编为商务经历学科[注 1]。
- 2010年 健康营养学科改名为食物设计学科[1]。
- 2018年 男女共學化，改名久留米信愛短期大學。
- 2023年 停辦。

### 宪章
- 请参看久留米信爱女学院短期大学的标志 （页面存档备份，存于） （日語） 2015年1月8日阅览。

## 学校环境
- 校区：在福冈县久留米市

## 历任校长
- 松永キク：第一代短期大学校长[2]
- 高木善行：现在短期大学校长[3]。

## 著名人和有关人员
- 野岛一彦：本短期大学教员

## 组织

### 学科
- 食物设计学科
- 商务经历学科[注 1]
- 幼儿教育学科

### 前学科
| - 生活文化学科 |

### 专科
| - 没有 |

### 业余课程
| - 没有 |

## 相关链接
- 日本短期大学列表
- 大阪信爱女学院短期大学
- 和歌山信爱女子短期大学